# 戴維斯海岸
64°S 60°W / 64°S 60°W

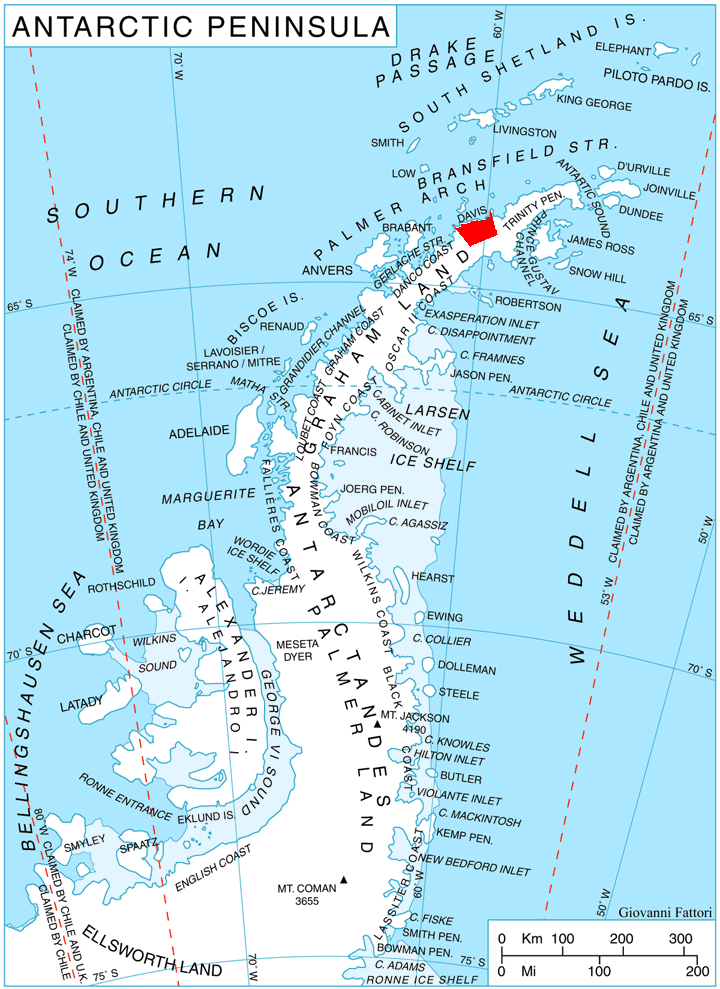

戴維斯海岸是南極洲的海岸，位於葛拉漢地西岸的南極半島西岸，處於謝爾曼角和斯特內克角之間，以美國的捕海豹者命名。